# Градище-при-Матерії
Градище-при-Матерії (словен. Gradišče pri Materiji) — поселення в общині Хрпелє-Козіна, Регіон Обално-крашка, Словенія. Висота над рівнем моря: 600,7 м.